# Hampes Flinkläufer
Hampes Flinkläufer (Trechus hampei) ist ein flugunfähiger Käfer aus der Familie der Laufkäfer (Carabidae).

## Beschreibung
Hampes Flinkläufer ist ein 3–3,5 mm großer rötlichbrauner Käfer mit pechbraunen Flügeldecken, Abdomen und Kopf. Die Schläfen sind etwa halb so lang wie der Längsdurchmesser der Augen.
Sein Halsschild ist schwach herzförmig und meist etwas heller. Es ist nach vorne abgeschrägt und zur Basis mäßig verengt, mit sehr stumpfen, etwas verrundeten Hinterwinkeln. Es hat keine oder nur eine flache, unbestimmte Querfurche vor der Basis. Die  Basalgruben sind ziemlich groß.
Die Flügeldecken an der Basis sind verrundet, der Seitenrand an den Schultern stärker gebogen. Die drei inneren Rillen sind tief, die vierte und fünfte deutlich erkennbar, die bei anderen Flinkläufer-Arten vorhandenen äußeren Rillen sind in der Regel nicht vorhanden. 
Die Flügeldecken sind pechbraun, die Naht und der Seitenrand rötlichbraun. Sie sind
an der Basis verrundet, gestreckt oval, höchstens 1,4 mal so lang wie breit und oberseits abgeflacht. Sie sind mit bloßem Auge erkennbar fein längsgerillt und bei hundertfacher Vergrößerung deutlich quermaschig genetzt. Ihr Seitenrand ist mindestens um 45 Grad nach innen gebogen. Sie haben meist keinen, selten einen schwachen irisierenden Schein. 
Fühler, Taster und Beine sind gelbrot, das vorletzte Kiefertasterglied meist etwas verdunkelt. Die Fühler sind ziemlich kurz, ihr zweites Glied so lang wie das vierte oder etwas länger bzw. etwa so lang wie das dritte. Zur Spitze sind die Hinterschienen wenig und gleichmäßig erweitert. Die Vorderschienen haben an der Außenseite eine Längsfurche. Das erste Hintertarsenglied ist kürzer als die drei folgenden zusammen und drehrund, wie die folgenden auch.

## Lebensweise
Die Lebensweise von Hampes Flinkläufer ist kaum untersucht. Ausgewachsene Käfer werden zwischen April und Oktober, aber am häufigsten im Hochsommer beobachtet. Im Herbst werden immature, unvollständig ausgehärtete Individuen gefunden, was darauf hindeutet, dass die Larve sich im Sommer entwickelt und dann als Käfer überwintert.

## Lebensraum
Hampes Flinkläufer ist feuchtigkeitsliebend (hygrophil) und bewohnt schütter bewachsene Hochgebirgslebensräume wie Windheiden, Schneeböden und Schutthalden. Bevorzugt werden feinkrusige Bereiche im Hochgebirgsrasen mit Polster-Segge (Carex firma) und Weiße Silberwurz (Dryas octopetala).

## Verbreitung
Hampes Flinkläufer ist wegen fehlender Flügel und enger Lebensraumbindung kaum ausbreitungsfähig und ist deshalb ein Subendemit. Er kommt in alpinen Lagen meist oberhalb von 1900 Metern vor, lebt nur ausnahmsweise subalpin und ist von 1200 bis 2250 Metern Höhe bekannt. Er ist weitgehend auf die Nordalpen beschränkt und kommt dort fast flächendeckend vom Schneeberg in Österreich bis zum Untersberg in den Berchtesgadener Alpen mit Ausnahme der Eisenerzer Alpen vor. In den Zentralalpen Österreichs ist die Art disjunkt verbreitet und nur von einzelnen Gipfeln (Hochlantsch) des Grazer Berglandes und der Gurktaler Alpen bekannt. Fragwürdig sind die Vorkommen auf der Koralpe. Ein weiteres Vorkommen wird für den Pohorje in Slowenien angegeben, ist jedoch ebenso fragwürdig.

## Link
- Hampes Flinkläufer (Trechus hampei) - Bild und Verbreitungskarte bei www.eurocarabidae.de